# Rudniška nesreča v Idriji (1846)
3. novembra 1846 je zagorelo na Hauptmannovemu polju v rudniku živega srebra Idrija. V požaru je umrlo 17 ljudi, od tega 14 rudarjev in 3 vodstvene osebe. Požar velja za najhujši rudniški požar v Idriji, ki je slabo ekonomsko stanje rudnika samo še zaostril. 

## Ozadje
Rudnik Idrija je drugi največji rudnik živega srebra na svetu. Leta 1803 je prišlo do rudniškega požara, ki je močno vplival na jamski in posledično tudi metalurški obrat. Letna proizvodnja živega srebra je padla s skoraj 400 ton na približno 200 ton letno. Jamske razmere je otežila tudi francoska okupacija. Ponovna avstrijska zasedba Idrije leta 1813 je prinesla stroge finančne omejitve na račun rudarjev, kar je dodatno poslabšalo kvaliteto življenja v Idriji, zmanjšalo letno proizvodnjo, a hkrati izboljšalo okoljsko sliko. Razlog za slabo jamsko sliko so bile tudi slabe rudarsko-geološke razmere.

## Požar
2. novembra 1846 se je zaračunavalo akordno delo, rudniški uradniki pa pri obhodu jame niso opazili ničesar sumljivega. V noči na 3. november 1846 so bili v jami štirje tesarji v jašku sv. Barbare, spremljala sta jih dva čuvaja, Ivan Vidmar in Ivan Margreitner. Vidmar je obhodil zgornji del jame, Margreitner pa spodnjega, po obhodu sta se sestala v Jožefevemu predoru na Klementovem polju (približno 46°00′04″N 14°01′37″E / 46.001°N 14.027°E) na VI. obzorju in opazila dim. Po navedbah Mihaela Arka se je vnelo na kraju, znanem kot Eisenkris, kjer je bilo veliko suhe lesene podpore ter železovega prahu, zanj pa navaja, da je tam gorelo že leta 1803 in 1839.
Nato sta ob pol treh zjutraj odšla opozorit rudniško vodstvo, jamskega načelnika Fercherja ter namestnega oskrbnika Stražaja, ki je odredil 'kljukanje šine' oz. poziv rudarjem na delovno mesto. Okrog tretje ure je Stražaj obvestil hudo bolnega rudniškega svetnika Albertija. Slednji je odredil pristavu Morgenbesserju, naj se preiščejo vsi vhodi v rudnik ter izvedejo priprave na zaprtje rudnika z zaprtjem vhodov. Medtem so se v jamo spustili še štirje rudarji, ki so poskušali posvariti druge prisotne delavce v jami. Kasneje sta sledila še dva delavca, ki pa sta se pozneje vrnila.
Okrog 3.45 se je iz rudnika že dvigal gost dim, čakalnica Antonijevega rova pa je bila polna rudarjev. Gorela sta Leopoldov rov in Inzaghijev predor. Dva izmed teh delavcev, ki so se spustili v jamo, sta videla Stražaja, ki si je hotel ogledati požarišče, ter ga zaman poskusila pregovoriti k vrnitvi na površje. Na površju so pred Jožefovim jaškom ranjene in nezavestne oskrbovali štirje zdravniki, duhovniki pa so mazilili mrtve. Pred Antonijevim rovom so se zbirali svojci pokojnih.
Alberti je ob osmi uri zjutraj sklical posvet, na katerem so prisotni sklenili, da se spusti vodo v Jožefovemu rovu, ki bi odgnala dim, ter poskusi rešiti ljudi iz jame pred zamašitvijo jaškov. Voda je bila napeljana v rov ob pol deseti uri dopoldan. Do 9.45 so se rudarji prebili do Klementovega polja. Do enajstih dopoldne so iz jame prinesli 10 trupel, vendar je bilo veliko rudarjev iz Jožefovega rova omamljenih zaradi dima. Ob dveh popoldan je sledil drugi posvet, na katerem so sklenili zatesniti jaške, v katere so brizgali vodo, da bi omilili učinke dima. Vsi jaški so bili zatesnjeni do ene ure 4. novembra zjutraj.
5. novembra opoldne je v Idrijo iz Ljubljane prispel gubernijski svetnik Brandstetter. 9. novembra je z Dunaja prispel še rudniški nadsvetnik Wiedner, ki je prevzel vodenje intervencije. Prizorišče je obiskal tudi glavar postojnskega okraja Kosschafer. Po podatkih o ravnanju s požari v letih 1803 in 1839 se je Wisner odločil, da je treba jamo napolniti z vodo. Po navedbah Arka so 13. novembra ob deveti uri zvečer pričeli jamo polniti z vodo pri Jožefovemu rovu. Ta je 19. novembra dosegla požarišče, a so bili dvigajoči se hlapi še vedno strupeni. Po drugih navedbah se je preusmerjanje vode pričelo že 11. novembra, ko so vodo preusmerili iz vodnega kanala Rake, rudniške črpalke pa so obratovale ves čas in črpale vodo iz jame. Črpanje vse vode iz jame je trajalo štiri mesece. Rudniške jaške so previdno odprli šele konec novembra. 2. decembra so na tretjem polju našli dve trupli, 17. decembra pa še enega. Čiščenje jame se je nadaljevalo do 24. aprila 1847, ko so dosegli šesto polje, kjer je bilo tudi požarišče.
Intervencijo je v svojem poročilu iz leta 1848 podrobno popisal tudi tedanji rudniški zdravnik dr. Ludvik Gerbec. Po njegovih navedbah je največ ljudi umrlo med reševanjem, mnogim rešenim pa so s hitrim posredovanjem rešili življenje. Tem so puščali kri, drgnili okončine, dražili sluznice, jih škropili z vodo, žgali z železom ter jim pnevmatsko vpihavali zrak. Za pospeševanje oksidiranja krvi so uporabljali Hallerjevo raztopino ter jim dajali obkladke in jih zavivali v odeje. Manj prizadeti so opisovali simptome, kot so omotica, glavobol, slabost in zaspanost, mladoletni poškodovani pa so dobivali napade z ostarelimi obrazi, krči, šibkim utripom in mrzlim telesom. Umrli so imeli zabuhn rdečeplav obraz, pomodren jezik, krvavo peno ter odprta usta, krčevito zvite roke, črno-marmorirana pljuča, temnomodra jetra in gosto kri. Gerbec je tako prišel do zaključka, da žrtve niso umrle zaradi zastrupitve z dimom ampak zaradi zastrupitve z ogljikovim monoksidom, ki je nastal med tlenjem jamskega lesovja zaradi pomanjkanja zraku v rudniku. Posredovanje je bilo skladno s tedanjo medicinsko prakso, zanimiva pa je Gerbičeva omemba »pnevmatskega vpihovanja zraku«, ki pa ni natančneje pojasnjena. Klinična slika umrlih sicer ni značilna za umrle za zastrupitvijo z ogljikovim monoksidom.
Gerbec je v svoje poročilo vključil tudi testiranje na prisotnost strupenih hlapov z živalmi, sesalci so zdržali več časa kot ptiči. Popisal je tudi primere merkurializma v letih po nesreči. V rudniku so se na stenah rovov po požaru pričele nabirati kapljice živega srebra, zato je število merkurialnih obolenj med rudarji, ki so čistili neočiščeno jamo, naraslo. Prebivalci v bližini rudniških jaškov so imeli težave s salivacijo. Z upoštevanjem le tipičnih primerov merkurializma je Gerbec leta 1847 zabeležil 197 moških in 11 žensk s primeri tremorjev in salivacije. Prav tako je rodnost padla s povprečnih 31 rojenih/1000 prebivalcev v letih 1843–1846 na samo 22 rojenih/1000 prebivalcev.

## Spomin
V požaru je umrlo skupaj 17 ljudi, po nekaterih navedbah so deset trupel odkrili že 3. decembra 1846, deset dni po ponovnem odprtju jame, nekaj posmrtnih ostankov pa so odkrili še 24. aprila 1847. Umrle rudarje so z rudarskimi častmi pokopali 5. novembra 1847. Pokopani so bili v skupen grob z obeliskom. Takratni kaplan Janez Lesjak je pogrebni obred opisal kot pretresljiv, ljudje pa da so močno jokali.
Leta 1847 so štirim umrlim rudarjem na mestu njihove smrti postavili spominsko ploščo na JV jame v t.i. Poti smrti. Plošča je bila kasneje prenesena v grad Gewerkenegg.
Rudnik je leta 1847 umrlim rudarjem postavil spomenik, ki je sprva stal na pokopališču cerkve sv. Križa (danes cerkev sv. Jožefa Delavca, Idrija). Spomenik je bil izdelan iz jekla v obliki štiristrane piramide, na vsaki izmed stranic pa so bila vpisana imena žrtev. Februarja 1974 je bil spomenik na pokopališču, ki je bilo opuščeno od konca druge svetovne vojne, razstavljen z namenom popravila, ki pa se ni izvedlo. Obnova se je izvedla med letom 1978 in oktobrom 1979, nato pa je neurejen stal na območju topilnice.  Leta 1998 je bil obnovljen in postavljen na Aumeški trg.
| Postoj za hip kdor mimo greš! Pred teboj je spomenik tovarištva, ki je stoletja plemenitilo srca idrijskih rudarjev. Dne 3. novembra leta 1846 se je v rudniku razbesnel silovit jamski požar. Ognjeni zublji so požirali podporno lesovje in žgali rudo, Podzemlje pa so napolnili strupeni živosrebrni in žvepleni plini in zadušljiv dim. | V spomin in čast ponesrečencem je država leta 1847 na bivšem pokopališču pri Sv. Križu postavila to železno piramido z imeni srčnih mož. ki so do konca ostali zvesti poklicu in sočloveku. Pomnik človečnosti je danes namenjen tudi tebi! Obelisk sta obnovila Krajevna skupnost Idrija in Rudnik živega srebra novembra 1998 |

Požar sta v svojih knjigi Zgodovina Idrije (1931) opisala tudi Mihael Arko ter Peter Hicinger v knjigi Das Quecksilber - Bergwerk Idria (1860).
- Poročilo o jamskem požaru (prva stran)
- Poročilo o jamskem požaru (druga stran)
- Poročilo o jamskem požaru (tretja stran)